# 前奏曲Op.28, No. 22 (蕭邦)

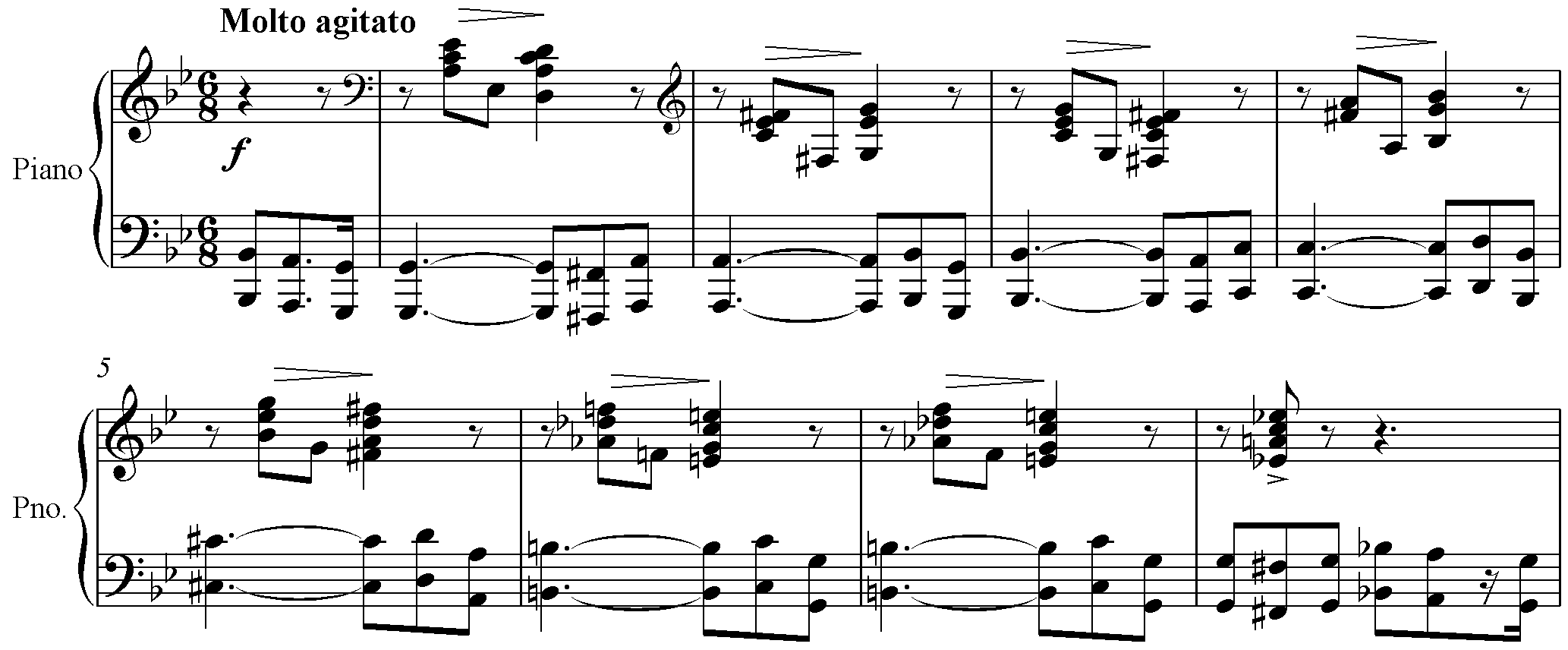
前奏曲Op. 28, No. 22

前奏曲Op. 28, No. 22為蕭邦24首前奏曲中的樂曲，為G小調，非常激烈（Molto agitato），6/8拍。
全曲以強至極強的力度彈奏，而左手部分皆為八度音。此曲具特色的開首曾被斯克里亞賓創作早期前奏曲時所採用。
阿爾弗雷德·科爾托將其稱為“反抗”（Révolte），汉斯·冯·彪罗將其稱為“不耐煩”（Impatience）。

## 外部連結
- 前奏曲, Op. 28：国际乐谱典藏计划上的乐谱
- 来自乌托邦计划（英语：Mutopia Project）的多种格式乐谱 （页面存档备份，存于）